# Sardinel·la
La sardinel·la (Sardinella fimbriata) és una espècie de peix de la família dels clupeids i de l'ordre dels clupeïformes.

## Morfologia
- Els mascles poden assolir 13 cm de llargària total.[2][3]

## Depredadors
És depredat per Scomberomorus plurilineatus, Synodontidae Saurida i Trichiurus lepturus.

## Hàbitat
És un peix marí, pelàgic i de clima tropical (23°N - 12°S, 75°E - 153°E) que es troba fins als 50 m de fondària.

## Distribució geogràfica
Es troba des del sud de l'Índia i la Badia de Bengala fins a les Filipines i l'est de Papua Nova Guinea.

## Costums
Forma bancs a aigües costaneres.

## Ús comercial
Es comercialitza fresc, adobat amb sal, cuit i com a mandonguilles.